# Горрі (округ, Південна Кароліна)
Шаблон:StateAbbr_ 33°55′ пн. ш. 78°59′ зх. д. / 33.91° пн. ш. 78.98° зх. д.
Округ Горрі (англ. Horry County) — округ (графство) у штаті Південна Кароліна, США. Ідентифікатор округу 45051.

## Історія
Округ утворений 1801 року.

## Демографія
За даними перепису 
2000 року 
загальне населення округу становило 196629 осіб, зокрема міського населення було 118587, а сільського — 78042.
Серед мешканців округу чоловіків було 96534, а жінок — 100095. В окрузі було 81800 домогосподарств, 54515 родин, які мешкали в 122085 будинках.
Середній розмір родини становив 2,84.
Віковий розподіл населення поданий у таблиці:
| Стать    | До 15 років | 15-21 | 22-29 | 30-39 | 40-49 | 50-65 | 65-85 | Понад 85 |
| -------- | ----------- | ----- | ----- | ----- | ----- | ----- | ----- | -------- |
| Чоловіки | 17966       | 8914  | 11146 | 14867 | 13659 | 16809 | 12586 | 587      |
| Жінки    | 16959       | 8552  | 10612 | 14499 | 14341 | 18835 | 14843 | 1454     |

## Суміжні округи
- Колумбус, Північна Кароліна — північний схід
- Брансвік, Північна Кароліна — схід
- Джорджтаун — південний захід
- Меріон — захід
- Діллон — північний захід

## Виноски
1. ↑  U.S. Decennial Census. United States Census Bureau. Архів оригіналу за 26 квітня 2015. Процитовано 17 березня 2015.
2. ↑  Historical Census Browser. University of Virginia Library. Архів оригіналу за 11 серпня 2012. Процитовано 17 березня 2015.
3. ↑  Forstall, Richard L., ред. (27 березня 1995). Population of Counties by Decennial Census: 1900 to 1990. United States Census Bureau. Архів оригіналу за 2 лютого 2015. Процитовано 17 березня 2015.
4. ↑  Census 2000 PHC-T-4. Ranking Tables for Counties: 1990 and 2000 (PDF). United States Census Bureau. 2 квітня 2001. Архів оригіналу (PDF) за 18 грудня 2014. Процитовано 17 березня 2015.
5. ↑  State & County QuickFacts. United States Census Bureau. Архів оригіналу за 6 червня 2011. Процитовано 22 листопада 2013.(англ.) Наведено за англійською вікіпедією.
6. ↑  American FactFinder. Бюро перепису населення США. Архів оригіналу за 21 травня 2008. Процитовано 31 січня 2008.

| США | Це незавершена стаття з географії США. Ви можете допомогти проєкту, виправивши або дописавши її. |